# Hippotion luridus
Hippotion luridus är en fjärilsart som beskrevs av Gehlen. 1944. Hippotion luridus ingår i släktet Hippotion och familjen svärmare. Inga underarter finns listade i Catalogue of Life.